# Muskegon Zephyrs
Die Muskegon Zephyrs waren ein US-amerikanisches Eishockeyfranchise der International Hockey League aus Muskegon, Michigan. Ihre Heimspielstätte war die L. C. Walker Arena.

## Geschichte
Die Muskegon Zephyrs wurden 1960 als Franchise der International Hockey League gegründet. Bereits in ihrer zweiten Saison 1961/62 gewannen die Zephyrs nach einem 4:0-Finalsieg nach Spielen gegen die St. Paul Saints den Turner Cup, die Meisterschaft der IHL. Diesen Erfolg konnte der Klub nicht wiederholen. Im Sommer 1965 wurden die Muskegon Zephyrs in Muskegon Mohawks umbenannt.

## Saisonstatistik
Abkürzungen: GP = Spiele, W = Siege, L = Niederlagen, T = Unentschieden, OTL = Niederlagen nach Overtime SOL = Niederlagen nach Shootout, Pts = Punkte, GF = Erzielte Tore, GA = Gegentore, PIM = Strafminuten
| Saison  | GP | W  | L  | T | OTL | SOL | Pts | Platz    | Playoffs               |
| 1960–61 | 70 | 25 | 41 | 4 | —   | —   | 54  | 3., East |                        |
| 1961–62 | 68 | 43 | 23 | 2 | —   | —   | 88  | 1., IHL  | Sieger des Turner Cups |
| 1962–63 | 70 | 34 | 31 | 5 | —   | —   | 73  | 3., IHL  |                        |
| 1963–64 | 70 | 31 | 36 | 3 | —   | —   | 65  | 6., IHL  |                        |
| 1964–65 | 70 | 22 | 45 | 3 | —   | —   | 47  | 6., IHL  |                        |